# Nordwestkreuz Frankfurt
Das Nordwestkreuz Frankfurt ist ein Autobahnkreuz in Frankfurt am Main. Hier kreuzen sich die Bundesautobahn 5 (Hattenbacher Dreieck – Frankfurt am Main – Basel) und die Bundesautobahn 66 (Wiesbaden – Fulda). In das Autobahnkreuz integriert sind auch Fahrbahnen und Brückenbauwerke zur L3005 von Frankfurt-Rödelheim nach Eschborn.

## Geographie

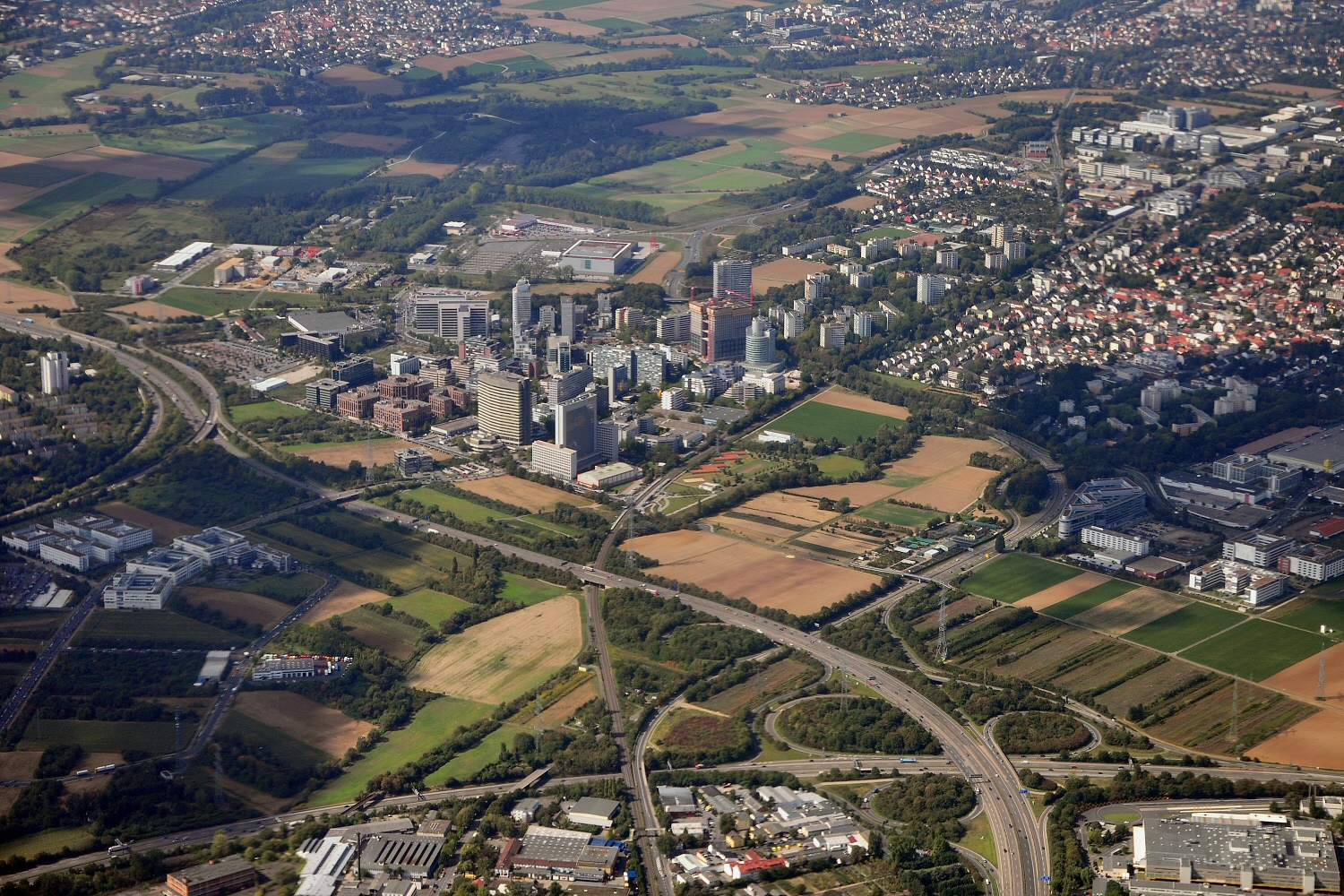
Nordwestkreuz aus der Luft von Osten gesehen

Das Nordwestkreuz liegt auf dem Gebiet der Stadt Frankfurt am Main im Stadtteil Rödelheim an der Grenze zu Eschborn. Das Kreuz befindet sich etwa 7 km nordwestlich der Frankfurter Innenstadt und 2 km nordwestlich des Rödelheimer Ortskerns sowie etwa 1 km südöstlich von Eschborn. Unmittelbar östlich des Autobahnkreuzes liegt das Werksgelände des Automobilzulieferers Continental Teves, südlich des Kreuzes ein Gewerbegebiet, wo unter anderem die Kelterei Possmann ihren Sitz hat. Die Flächen nördlich und westlich des Kreuzes, teilweise bereits auf Eschborner und Sossenheimer Gemarkung, werden landwirtschaftlich genutzt. Hier verläuft auch der Westerbach.
Das Nordwestkreuz Frankfurt trägt auf der A 5 die Nummer 18, auf der A 66 die Nummer 19.

## Bauform und Ausbauzustand
Die A 5 ist in diesem Bereich sechsspurig ausgebaut. Die A 66 ist in Richtung Frankfurt achtstreifig, in Richtung Wiesbaden vierstreifig ausgebaut. Alle Überleitungen sind einstreifig.
Das Kreuz verfügt über eine Doppelanschlussstelle mit der AS Frankfurt-Rödelheim.
Eine Besonderheit ist, dass das Kleeblatt nicht vollständig ausgeführt wurde – von der A 5 besteht aus Süden kommend keine Möglichkeit in Richtung Westen auf die A 66 (Wiesbaden) zu fahren, lediglich für Einsatzfahrzeuge existiert eine kleine Behelfsauffahrt. Fahrzeuge mit diesem Ziel müssen die A 5 bereits am Westkreuz Frankfurt verlassen, um über die Bundesautobahn 648 via Eschborner Dreieck auf die A 66 in Richtung Westen zu gelangen.

## Verkehrsaufkommen
Das Nordwestkreuz ist einer der meistbefahrenen Straßenknotenpunkte in Hessen mit etwa 205.000 Fahrzeugen pro Tag.
| Von                       | Nach                                       | Durchschnittliche tägliche Verkehrsstärke | Durchschnittliche tägliche Verkehrsstärke | Durchschnittliche tägliche Verkehrsstärke | Anteil Schwerlastverkehr | Anteil Schwerlastverkehr | Anteil Schwerlastverkehr |
| Von                       | Nach                                       | 2005                                      | 2010                                      | 2015                                      | 2005                     | 2010                     | 2015                     |
| ------------------------- | ------------------------------------------ | ----------------------------------------- | ----------------------------------------- | ----------------------------------------- | ------------------------ | ------------------------ | ------------------------ |
| Bad Homburger Kreuz (A 5) | Nordwestkreuz Frankfurt                    | 132.500                                   | 122.100                                   | 132.200                                   | 09,4 %                   | 9,8 %                    | 12,8 %                   |
| Nordwestkreuz Frankfurt   | Westkreuz Frankfurt (A 5)                  | 119.300                                   | 113.400                                   | 120.000                                   | 10,4 %                   | 9,8 %                    | 09,8 %                   |
| Eschborner Dreieck (A 66) | Nordwestkreuz Frankfurt                    | 070.200                                   | 068.300                                   | 082.600                                   | 04,4 %                   | 4,4 %                    | 03,9 %                   |
| Nordwestkreuz Frankfurt   | AS Frankfurt-Ludwig-Landmann-Straße (A 66) | 089.200                                   | 079.100                                   | 074.700                                   | 02,6 %                   | 2,2 %                    | 02,1 %                   |